# Tubajon
Tubajon è una municipalità di quinta classe delle Filippine, situata nella provincia di Isole Dinagat, nella regione di Caraga.
Tubajon è formata da 9 barangay:
- Diaz (Romualdez)
- Imelda
- Mabini
- Malinao
- Navarro
- Roxas
- San Roque (Pob.)
- San Vicente (Pob.)
- Santa Cruz (Pob.)